# Ysebrant

Wapen van Ysebrant de Lendonck

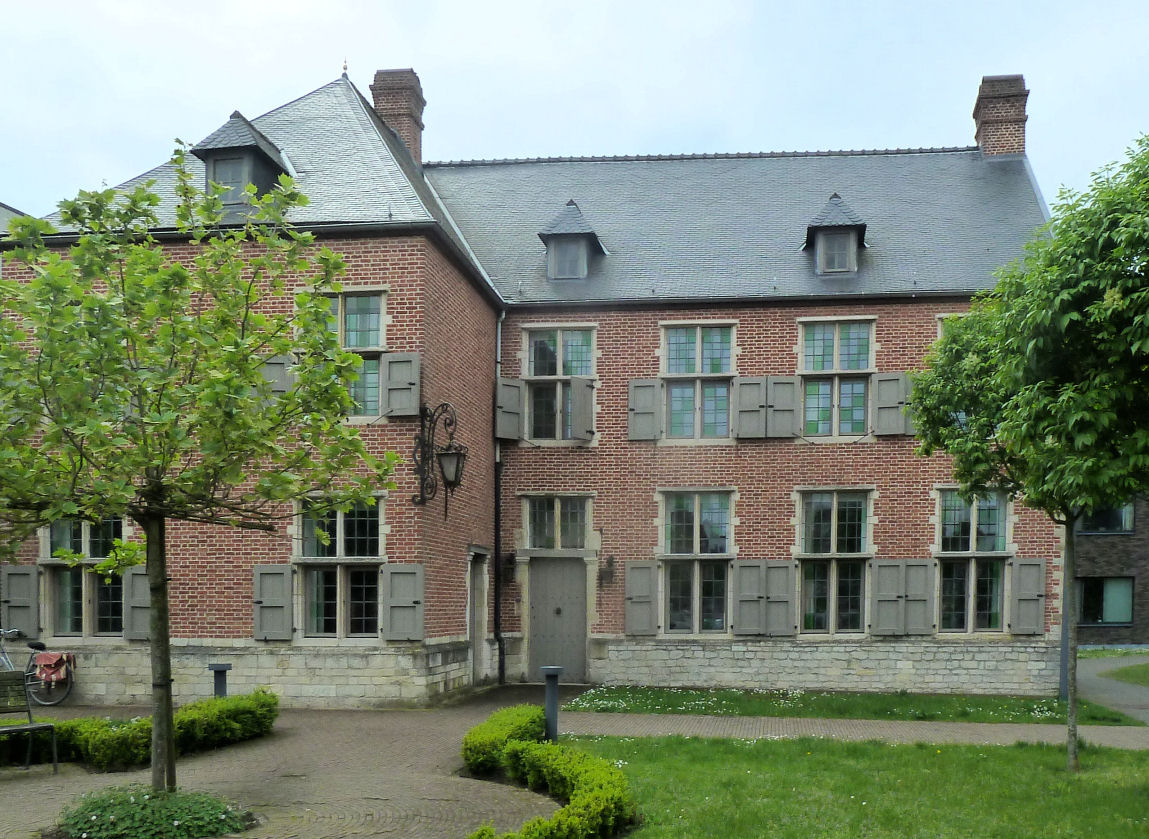
Kasteel Ysebrants, Melsele.

Ysebrant en Ysebrant de Lendonck is een adellijke familie, afkomstig uit het Waasland. Ze bezaten de heerlijkheden van Voorde, Lentdoncq en Difque.

## Geschiedenis
In de 16de een 17de eeuw bezat de familie veel gronden en de meierij van Sint-Pauwels. In 1675 decreteerde de Raad van Vlaanderen dat Arnould Ysebrant in de adel werd behouden. Een tak vestigde zich in de 18de eeuw in Hamme, waar Franciscus Josephus Hyacinthus het meierschap waarnam. Petrus Franciscus Ysebrant (1702 - 1795), zoon van Cornelis Ysebrants uit een zijtak, was griffier van Melsele en liet daar een kasteel bouwen, hij overleed aldaar zonder nageslacht.

## Genealogie
- Charles Ysebrant (1723-1790) heer van Lendonck en Difque, x Marie-Antoinette de Saint-Genois (†1759)
  - Ghislain Ysebrant (1753-1820), x Joséphine de Gaillot de Genouillac (1755-1839)
    - Fortuné Ysebrant de Lendonck (zie hierna)
    - Idesbald Ysebrant de Lendonck (zie hierna)
    - Camille Ysebrant de Lendonck (zie hierna)

  - Idesbald Ysebrant (1755-1822), x Louise de Bacqueghem (†1824)
    - Charles Ysebrant (zie hierna)

## Fortuné Ysebrant de Lendonck
- Marie Romain Fortuné Ysebrant de Lendonck (Mersch, 21 januari 1781 - Brussel, 29 juli 1842) was kapitein, vervolgens kolonel in het Oostenrijks leger. Hij trouwde in 1819 met Henriette Colenbuen (1795-1849) en ze hadden drie kinderen. In 1824, onder het Verenigd Koninkrijk der Nederlanden, verkreeg hij erkenning in de erfelijke adel.
  - Alphonse Ysebrant de Lendonck (1822-1869), trouwde met barones Eulalie de Broich (1828-1901).
    - Ernest-Louis Ysebrant de Lendonck (1850-1912) trouwde met Nathalie Deudon d'Heysbrouck. Ze kregen acht kinderen.
      - Marguerite Ysebrant de Lendonck (1875-1948), hertrouwde in 1926 met ridder Etienne de Vrière, senator en burgemeester van Beernem.
      - Alexandre Ysebrant de Lendonck (1881-1964), trouwde met Valentine de Géradon (1895-1988). Met nakomelingen tot heden.
      - Gaston Ysebrant de Lendonck (1887-1940) trouwde in 1911 met gravin Julietted'Auxy de Launois (1887-1985). Met afstammelingen tot heden.

## Idesbald Ysebrant de Lendonck
Idesbald-Edouard Ysebrant de Lendonck (Doornik, 6 december 1788 - 23 november 1845) werd in 1824, onder het Verenigd Koninkrijk der Nederlanden, erkend in de erfelijke adel. Hij bleef vrijgezel.

## Camille Ysebrant de Lendonck
Camille Ysebrant de Lendonck (Doornik, 15 juni 1799 - 15 januari 1863) trouwde in 1827 met Suzanne de Sars (1803-1879). Hij werd in 1824 erkend in de erfelijke adel. Met afstammelingen tot heden.

## Charles Ysebrant
Charles Ysebrant (Douvrin, 26 maart 1788 - Sint-Joost-ten-Node, 8 september 1863) trouwde in 1811 met Angélique d'Auxy de Fouleng (1783-1868). Ze kregen vijf kinderen, maar in de volgende generatie doofde deze familietak uit. Hij werd in 1843 erkend in de erfelijke adel.

## Hubert Ysebrant de Lendonck

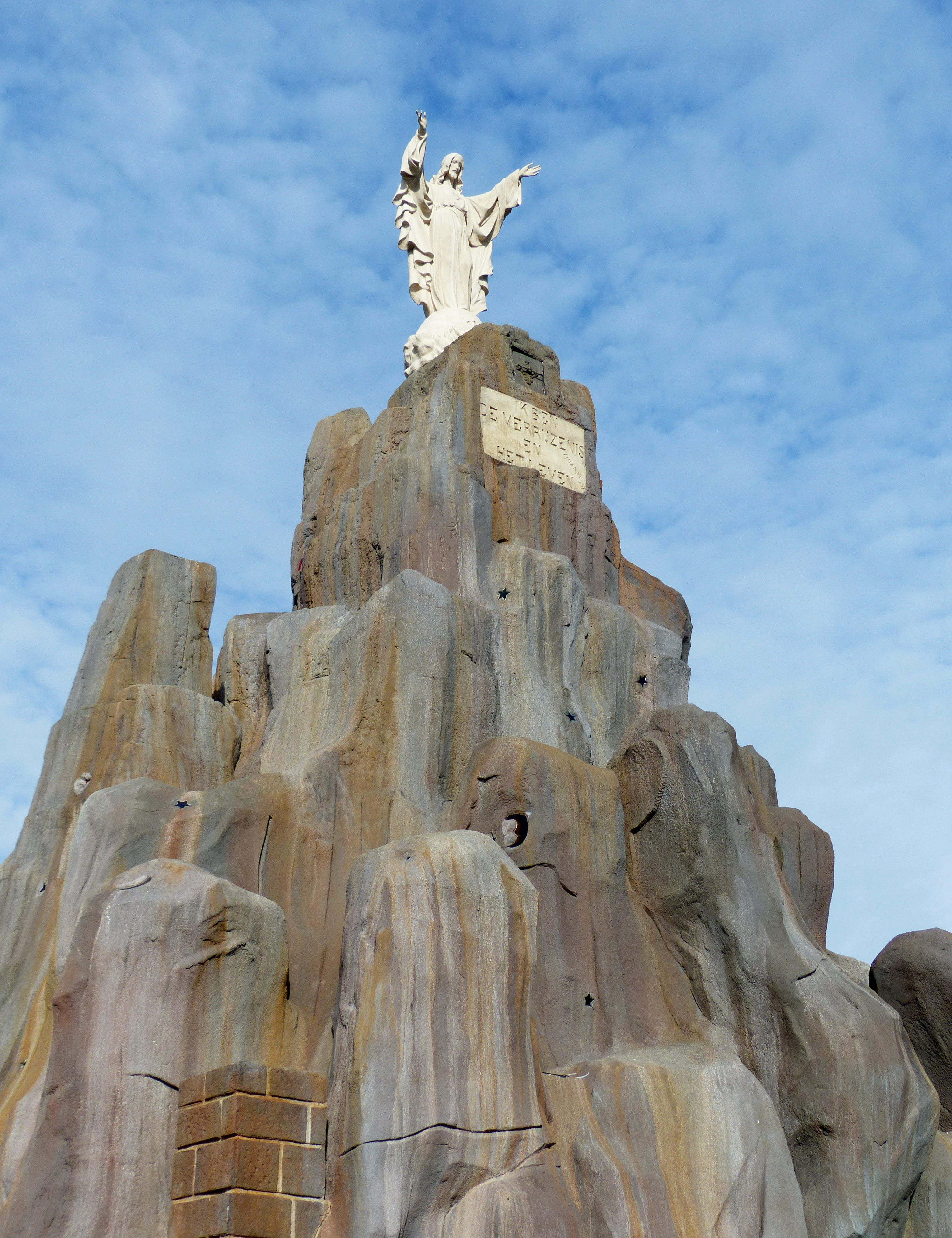
Grafmonument van de familie Ysebrant de Lendonck op begraafplaats Elzestraat (Sint-Katelijne-Waver)

Burggraaf Hubert Ysebrant de Lendonck (Sint-Katelijne-Waver, 1885 - Santa Barbara, 9 mei 1957) werd geboren op het voormalige kasteel Heisbroek dat aan de Kasteellaan in Sint-Katelijne-Waver stond. Dit kasteel was eigendom van familie langs moeders zijde (Nathalie Deudon d'Heysbroeck). In 1914 trouwde hij in de Verenigde Staten met een schatrijke en veel oudere dame. Na haar dood kwam hij als rijk erfgenaam terug naar Sint-Katelijne-Waver.
In 1929 liet Ysebrant de Lendonck een monumentaal familiegraf oprichten op de begraafplaats van Elzestraat. In 1954 werd er een schoonbroer als eerste familielid begraven. Kort na de inzetting van de eerste kist moest het monument verplaatst worden vanwege een straatverbreding en vond het monument zijn huidige plek op begraafplaats  Elzestraat.
Enkele maanden na de bouw hertrouwdeYsebrant de Lendonck, nu met een 22 jaar jongere bruid. Net voordat de Tweede Wereldoorlog uitbrak emigreerden ze naar Portugal en daarna naar de VS. Ze kwamen weer terug naar Sint-Katelijne-Waver, waar ze in kasteel Kauwendaal verbleven. In 1957 overleed hij in Santa Barbara in Californië. Zijn stoffelijk overschot werd overgevlogen om in het familiegraf te worden bijgezet. 